# Estadi Ecopa de Shizuoka
L'Estadi Ecopa de Shizuoka (en japonés: 静岡スタジアム・エコパ) és un estadi de futbol de la ciutat de Shizuoka, capital de la Prefectura de Shizuoka, al Japó.
És utilitzat per l'equip de futbol del Júbilo Iwata per als seus partits més importants així com, més ocassionalment, pel Shimizu S-Pulse. És un dels estadis on es va disputar la Copa del Món de futbol 2002. Fou una de les seus de la Copa del Món de Rugbi de 2019.